# Hilyotrogus unguicularis
Hilyotrogus unguicularis är en skalbaggsart som beskrevs av Leon Fairmaire 1886. Hilyotrogus unguicularis ingår i släktet Hilyotrogus och familjen Melolonthidae. Inga underarter finns listade i Catalogue of Life.